# Provincia Benevento
Benevento este o provincie în regiunea Campania în Italia.

## Infrastructură și transport

### Linii de cale ferată
- Linia Napoli-Foggia
- Linia Benevento-Cancello
- Linia Benevento-Avellino
- Linia de cale ferată Benevento-Campobasso Benevento-Campobasso

Provincia Benevento este traversată de mai multe linii de cale ferată, atât naționale, cât și regionale.
Principala rețea feroviară este secțiunea samniteană a liniei de cale ferată Linia Napoli-Foggia, care permite legătura de la Roma la Bari, trecând prin centrele importante din Puglia. Este operată de Rete Ferroviaria Italiana (RFI), care o clasifică drept linie principală.
Linia a fost supusă în ultimii ani unor lucrări care au dus la linie dublă între Vitulano și Apice. Se studiază un proiect de transformare a acesteia într-o linie de mare capacitate, dublând restul liniei, rectificând-o în unele puncte și construind un tunel de bază care să traverseze Apenini. (la șaua Ariano) la o altitudine mai mică decât cea actuală.
Linia de cale ferată Linia Benevento-Campobasso este o linie de cale ferată secundară atât din Campania, cât și din Molise și unește Benevento cu Campobasso, fiind inițial destinată să fie o alternativă la Linia Napoli-Foggia pentru a conecta Marea Tireniană cu Marea Adriatică: o astfel de inițiativă nu va fi niciodată pusă în aplicare, ceea ce va face ca această cale ferată să rămână izolată încă de la începuturile sale.
Printre liniile cu caracter regional, merită menționată Benevento-Avellino care leagă cele două orașe din Campania și apoi continuă spre Salerno, creând de fapt calea ferată Salerno-Avellino-Benevento. Și linia de cale ferată Benevento-Cancello, cunoscută și sub numele de Calea ferată din Valea Caudina, care lega capitala Sanniti de Napoli, în prezent parte a companiei MetroCampania NordEst.

### Linii de drumuri
Drumurile provinciale din provincia Benevento.

#### Drumuri
- ] Raccordo autostradale 9 → Din Benevento spre 'San Giorgio del Sannio și cabina de taxare din 'Castel del Lago], cu intersecție cu Format:Symbol} autostrada A16]

#### Drumuri de stat și provinciale
- ] Strada statale 7 Via Appia] → De la Caserta spre 'Arpaia', 'Montesarchio, 'Apollosa, Benevento, San Giorgio del Sannio spre Avellino, Basilicata și Puglia, joncțiunea cu Format:Simbol} Autostrada A1 și Format:Symbol} Autostrada A30
- Ex Strada statale 87 Sannitica Ex Strada statale 87 Sannitica → spre 'Fragneto Monforte], 'Pontelandolfo, 'Morcone, 'Campobasso și 'Termoli, intersecție cu Format:Symbol} autostrada A14]
- ] Fosta Strada statale 88 dei Due Principati, în prezent SP 102 → Ceppaloni'], Benevento', Fragneto Monforte, Campolattaro, Morcone'
- ] Strada statale 90 bis delle Puglie] → spre ''Paduli'] și Foggia], intersecție cu Format:Symbol} autostrada A14
- ] Strada statale 212 della Val Fortore] → spre ''Pietrelcina], San Marco dei Cavoti] și San Bartolomeo in Galdo] grefa cu ] SS 17]
- ] Strada statale 372 Telesina] → spre 'Telese Terme, Castelvenere, 'Guardia Sanframondi, Sant'Agata de' Goti și Caianello, intersecție cu Format:Simbol} Autostrada A1]
- ] Strada statale 374 di Summonte e di Montevergine] → de la Roccabascerana, pentru Pannarano'] până la San Martino Valle Caudina, nefiind utilă sistemului rutier provincial, dar trecând pe teritoriul comunei, insulă administrativă beneventă în provincia Avellino.

1. ↑   url=http://site.rfi.it/img_sito/rete_esercizio.pdf